# Раков Шкоцян (долина)
45°47′09″ пн. ш. 14°17′57″ сх. д. / 45.785872222222° пн. ш. 14.29905° сх. д.

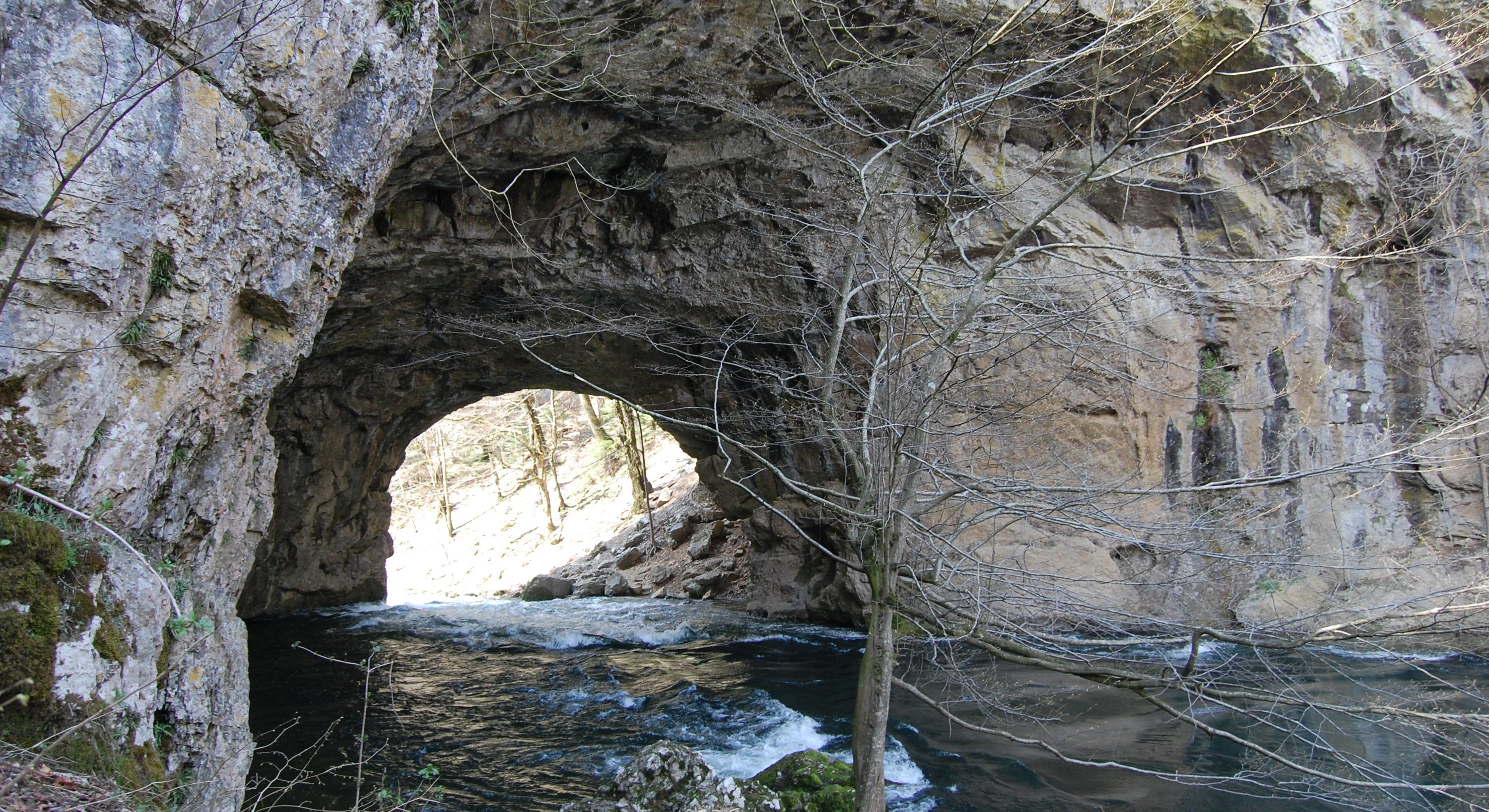
Великий природний міст у Раку Шкоцян

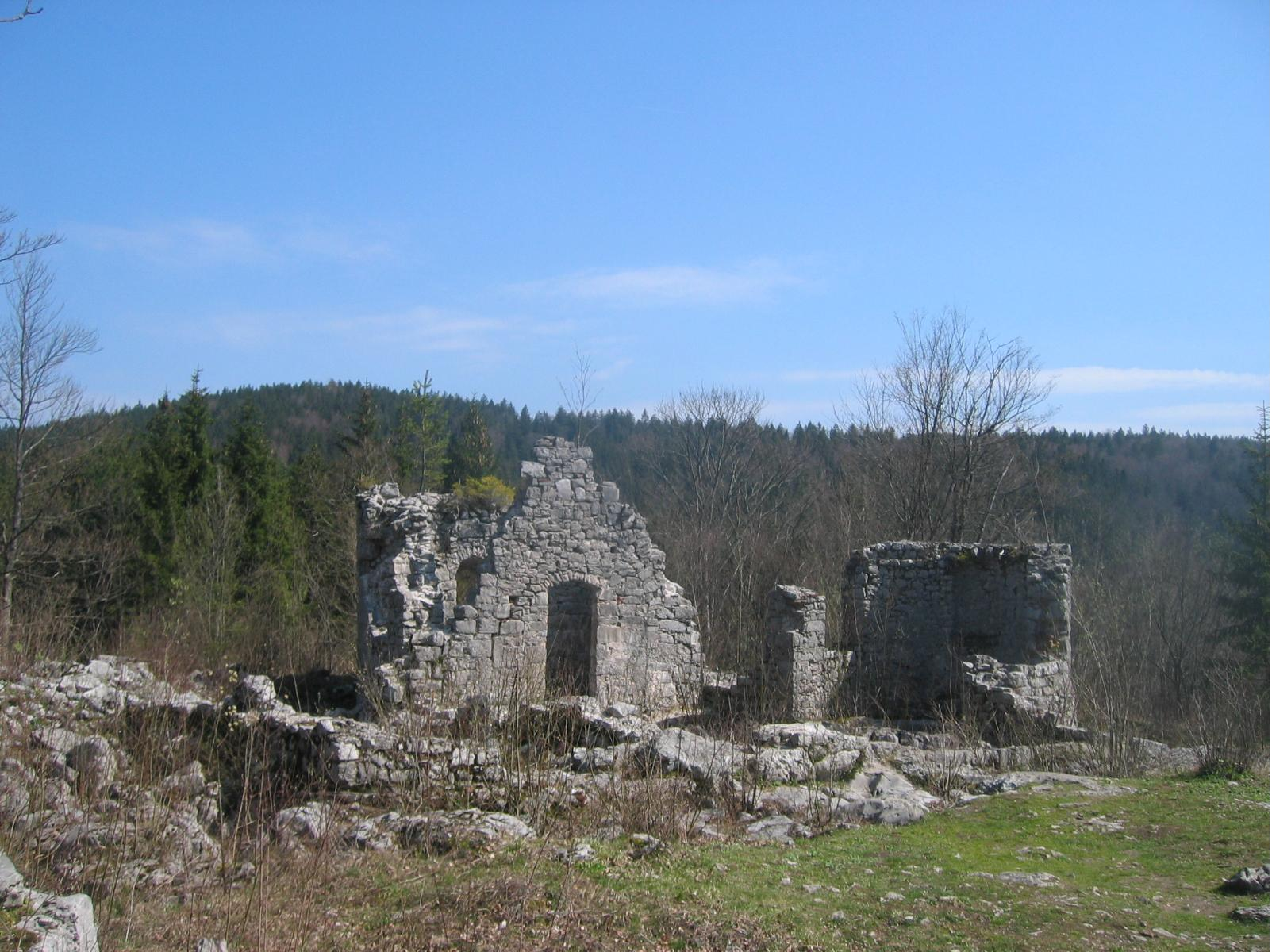
Руїни церкви Св. Канціана

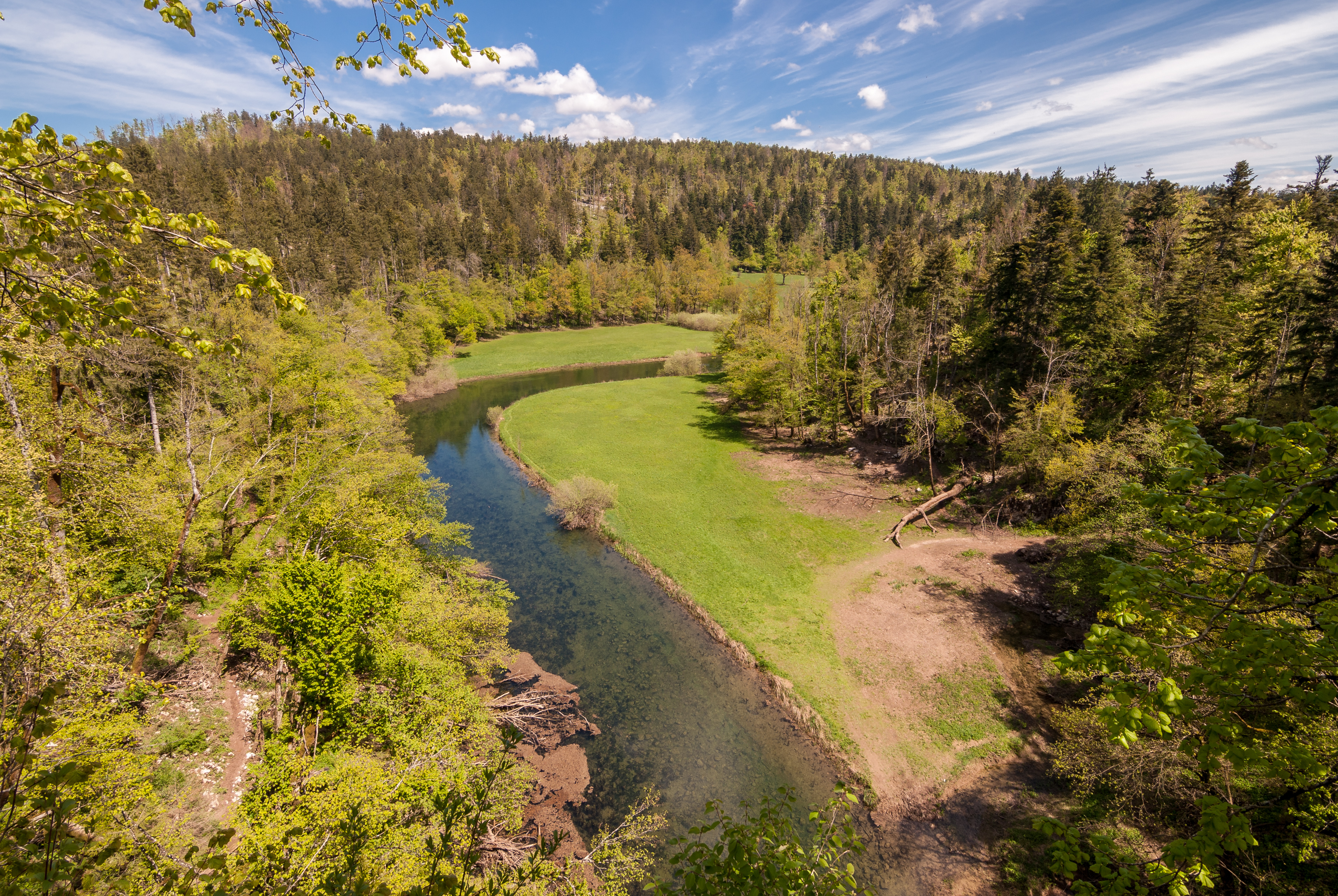
Rak (creek)

Раков Шкоцян (долина) (словен. «Rakov Škocjan» — долина та ландшафтний парк, частина регіонального парку Внутрішньої Карніоли на південному заході Словенії. В адміністративному відношенні він належить до селища Раков Шкоцян. Охороняється з 1949 року і є найстарішим ландшафтним парком у Словенії.

## Географія
Є два природні мости в Раку Шкоцян, Малий природний міст (словен. Mali naravni most) та приблизно за 2,5 кілометри (1,6 милі) вниз за течією, на захід, Великий природний міст (словен. Veliki naravni most). Рак Крик обходить долину і заходить у печеру Вівер на її західній стороні. Він не з’являється знову, поки не дійшов до Італії, де його називають Тімаво. Над долиною, поблизу Великого природного мосту, стоять руїни церкви святого Кантіана, збудованої на початку 17 століття у стилі пізньої готики. Цей район також є археологічним пам'ятником залізної доби.
Сама долина оточена з усіх боків суворими скелями, які можуть досягати 300 м (980 футів).
Як і в інших місцях, названих Škocjan, назва є скороченням *šent Kǫcьjanъ 'Святий Кантіан', посилаючись на покровителя місцевої церкви. Долина поділяє свою назву поселенням Раков Шкоцян.

## Галерея

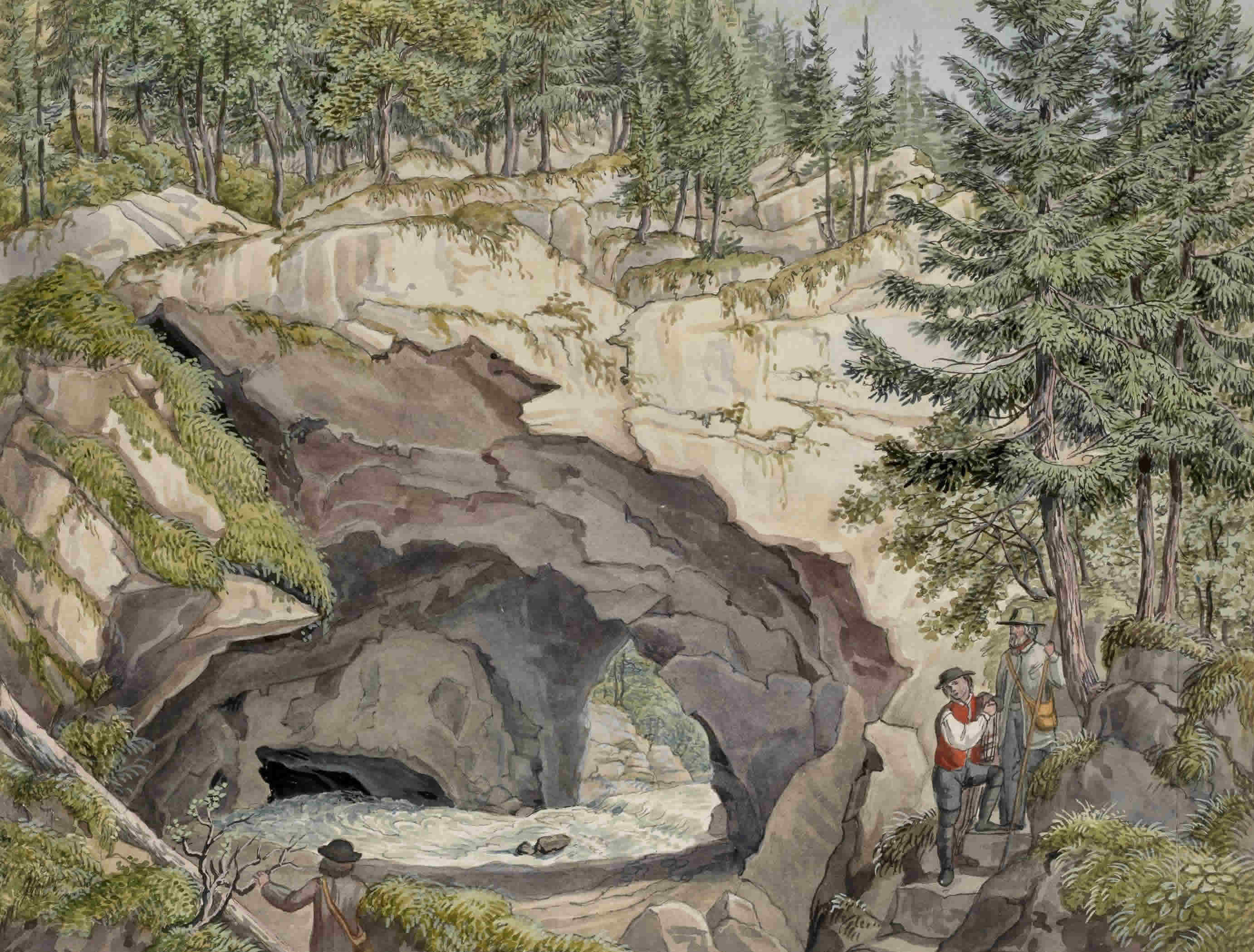
Живопис Рака Шкоцяна.
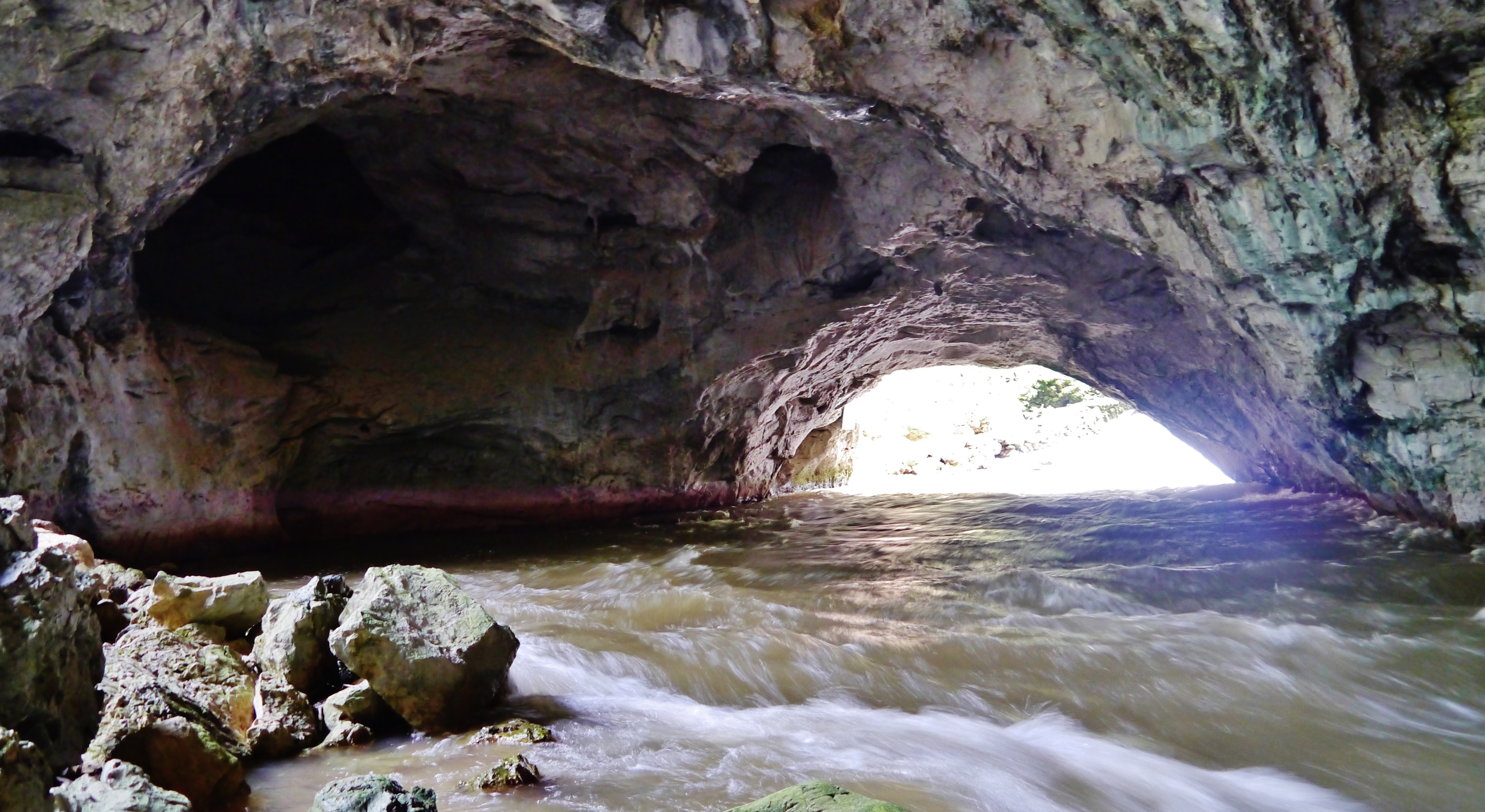
Стіни і річка Рак.
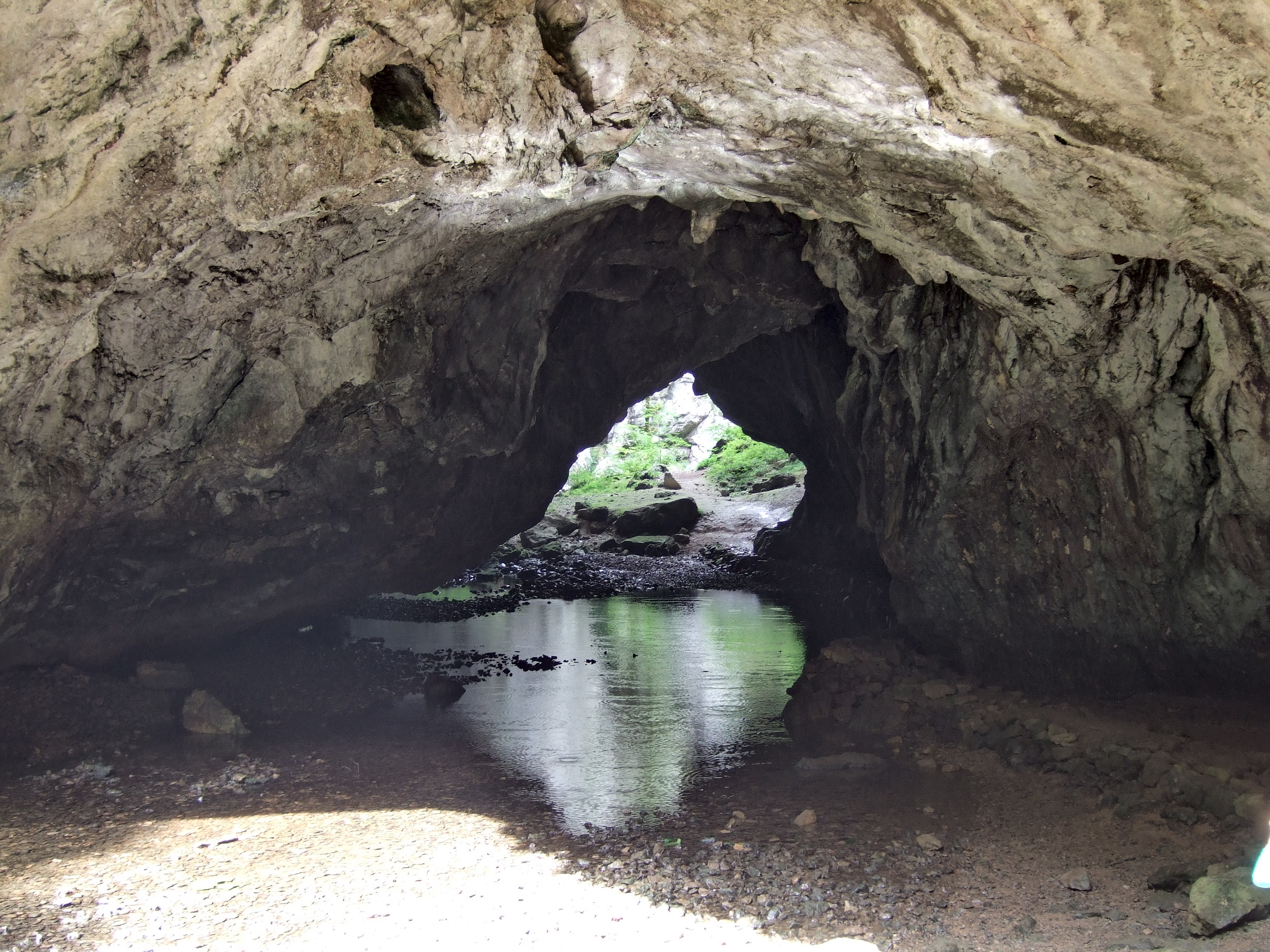
Річка Рак нижче природного мосту.
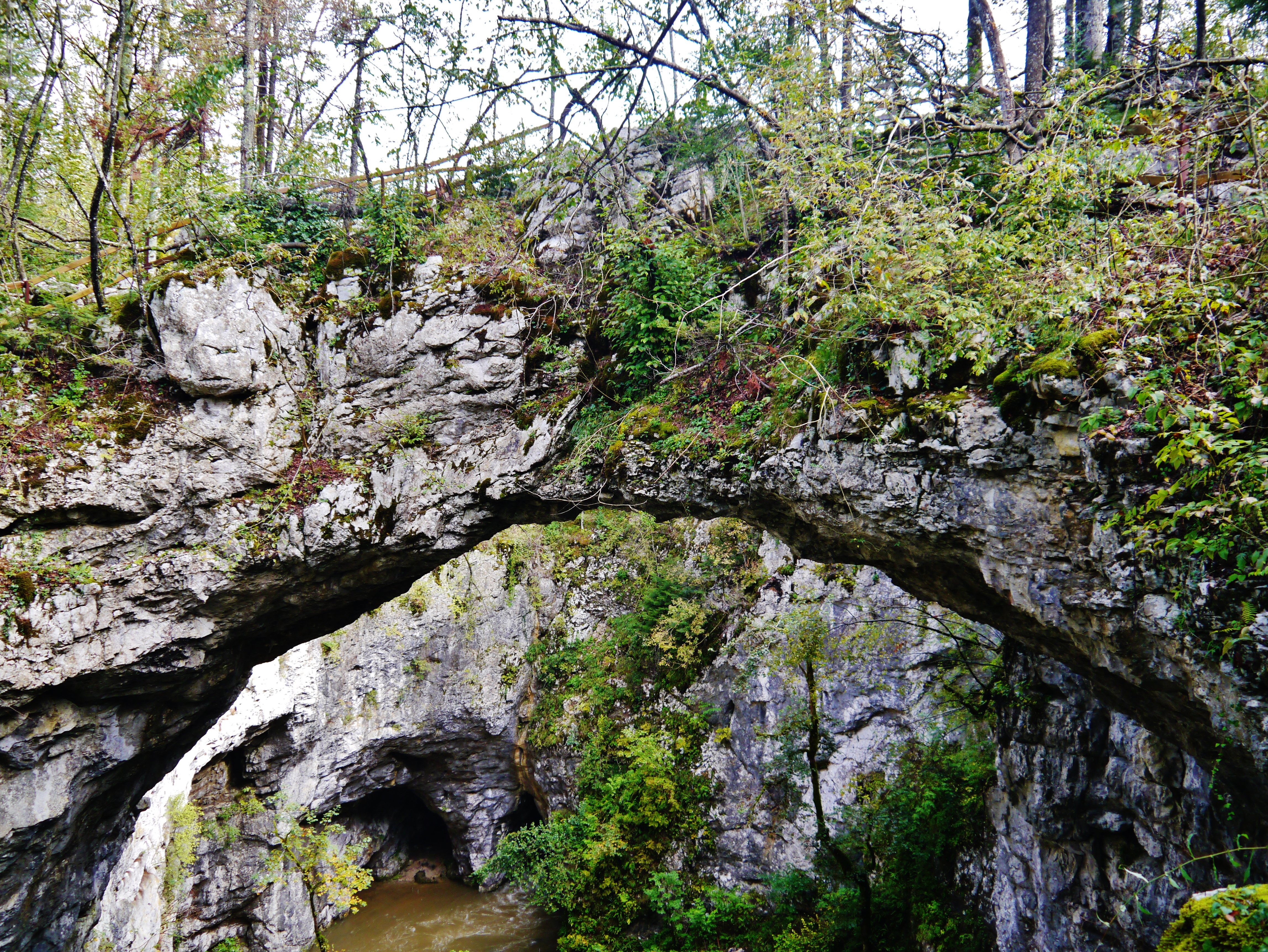
Природний міст.
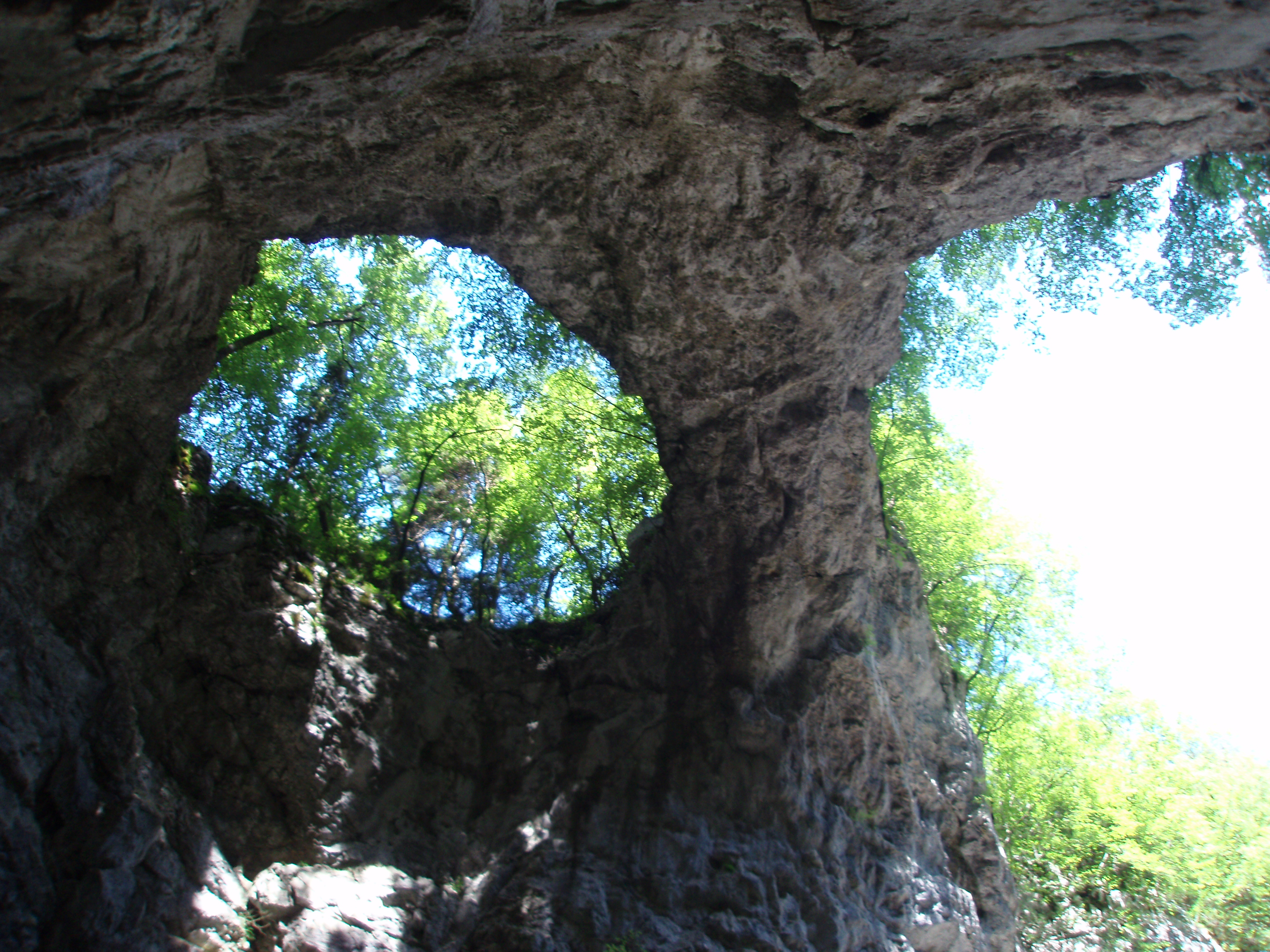
Раков Шкоцян.
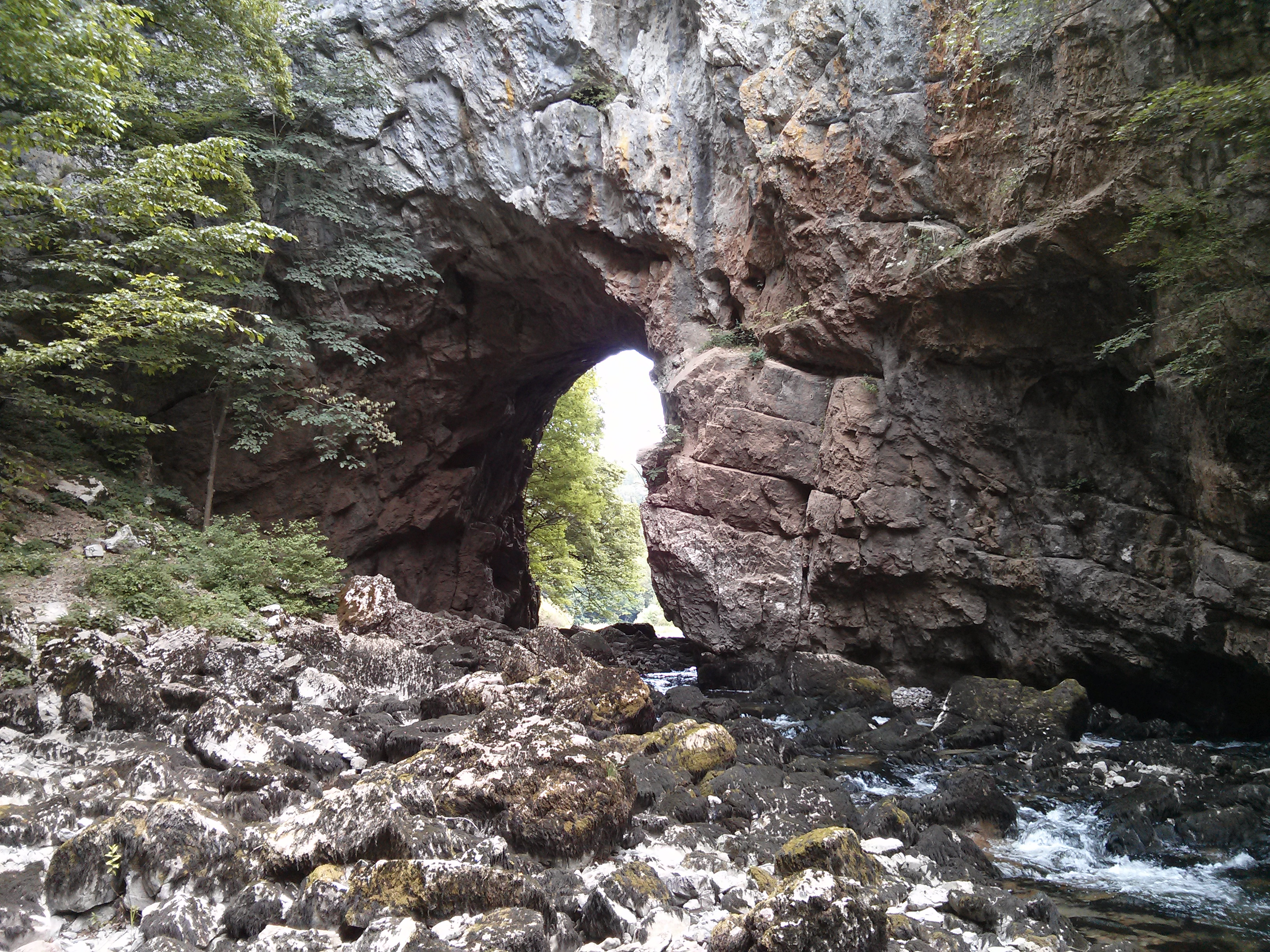
Природні мости.